# Ligue de Football Professionnel

Ligue de Football Professionnel

De Ligue de Football Professionnel (LFP) is de Franse betaaldvoetbalsectie van de Franse voetbalbond (FFF).
De LFP is verantwoordelijk voor de twee professionele divisies in het Franse voetbal, de Ligue 1 en de Ligue 2 en de bekercompetitie Coupe de la Ligue.